# Ludweis-Aigen
Ludweis-Aigen ist eine Marktgemeinde mit 882 Einwohnern (Stand 1. Jänner 2025) im Bezirk Waidhofen an der Thaya in Niederösterreich.

## Geografie
Ludweis-Aigen liegt im nördlichen Waldviertel in Niederösterreich südlich von Raabs an der Thaya. Die Fläche der Marktgemeinde umfasst 51,19 Quadratkilometer. Davon sind 65 Prozent landwirtschaftliche Nutzfläche, 31 Prozent der Fläche sind bewaldet.

### Gemeindegliederung
Das Gemeindegebiet umfasst folgende 14 Ortschaften (in Klammern Einwohnerzahl Stand 1. Jänner 2025):
- Aigen (81)
- Blumau an der Wild (152)
- Diemschlag (47)
- Drösiedl (69)
- Kollmitzgraben (20)
- Liebenberg (23)
- Ludweis (175)
- Oedt an der Wild (76)
- Pfaffenschlag (36)
- Radessen (10)
- Radl (50)
- Sauggern (22)
- Seebs (76)
- Tröbings (45)

Die Gemeinde besteht aus den Katastralgemeinden Aigen, Blumau an der Wild, Diemschlag, Drösiedl, Kollmitzgraben, Liebenberg, Ludweis, Oedt an der Wild, Pfaffenschlag, Radessen, Radl, Sauggern, Seebs und Tröbings.

### Nachbargemeinden
|                | Raabs                                       |                                        |
| Groß-Siegharts | Kompassrose, die auf Nachbargemeinden zeigt | Japons (Horn), Irnfritz-Messern (Horn) |
|                | Brunn/Wild (Horn), Göpfritz/Wild (Zwettl)   |                                        |

## Geschichte

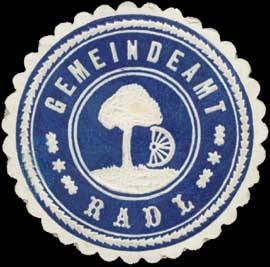
Historische Siegelmarke von Radl

Der namensgebende Ortsteil Ludweis wurde 1242 erstmals urkundlich als „Ludwigs“, als Siedlung eines Mannes mit dem Namen Ludwig, erwähnt. Aigen wurde um 1230 genannt, als das Stift Sankt Georgen an der Traisen vom Passauer Bischof Ulrich mit dem Zehent von „Aygen“ bedacht wurde. Liebenberg scheint erstmals 1175 urkundlich auf, als ein „Otto von Libenberc“ als Zeuge in einer Urkunde des Grafen Konrad von Raabs genannt wird.
Ludweis wurde 1363 zum Markt erhoben. Aigen war im 16. Jahrhundert ein Zentrum der Reformation.
Im Zuge der NÖ. Kommunalstrukturverbesserung wurde aus insgesamt sieben ehemaligen Gemeinden die heutige Gemeinde gebildet. Zunächst wurde die Gemeinde Ludweis am 1. Jänner 1966 um die Gemeinde Drösiedl und am 1. Jänner 1971 um die Gemeinden Blum an der Wild und Oedt an der Wild vergrößert, die Gemeinde Aigen wurde am 1. Jänner 1967 um die Gemeinde Radl und am 1. Jänner 1971 um die Gemeinde Kollmitzgraben vergrößert. Die Fusion von Aigen und Ludweis zur Gemeinde Ludweis-Aigen erfolgte schließlich am 1. Jänner 1972.

### Einwohnerentwicklung
Nach dem Ergebnis der Volkszählung 2001 gab es 1023 Einwohner. 1991 hatte die Marktgemeinde 1136 Einwohner, 1981 1310 und im Jahr 1971 1471 Einwohner.
| Ludweis-Aigen: Einwohnerzahlen von 1869 bis 2025    | Ludweis-Aigen: Einwohnerzahlen von 1869 bis 2025 | Ludweis-Aigen: Einwohnerzahlen von 1869 bis 2025 | Ludweis-Aigen: Einwohnerzahlen von 1869 bis 2025 | Ludweis-Aigen: Einwohnerzahlen von 1869 bis 2025 |
| --------------------------------------------------- | ------------------------------------------------ | ------------------------------------------------ | ------------------------------------------------ | ------------------------------------------------ |
| Jahr                                                |                                                  |                                                  |                                                  | Einwohner                                        |
| 1869                                                | 1869                                             |                                                  | 2.518                                            | 2.518                                            |
| 1880                                                | 1880                                             |                                                  | 2.524                                            | 2.524                                            |
| 1890                                                | 1890                                             |                                                  | 2.256                                            | 2.256                                            |
| 1900                                                | 1900                                             |                                                  | 2.274                                            | 2.274                                            |
| 1910                                                | 1910                                             |                                                  | 2.221                                            | 2.221                                            |
| 1923                                                | 1923                                             |                                                  | 2.185                                            | 2.185                                            |
| 1934                                                | 1934                                             |                                                  | 2.007                                            | 2.007                                            |
| 1939                                                | 1939                                             |                                                  | 1.947                                            | 1.947                                            |
| 1951                                                | 1951                                             |                                                  | 1.870                                            | 1.870                                            |
| 1961                                                | 1961                                             |                                                  | 1.641                                            | 1.641                                            |
| 1971                                                | 1971                                             |                                                  | 1.471                                            | 1.471                                            |
| 1981                                                | 1981                                             |                                                  | 1.310                                            | 1.310                                            |
| 1991                                                | 1991                                             |                                                  | 1.136                                            | 1.136                                            |
| 2001                                                | 2001                                             |                                                  | 1.023                                            | 1.023                                            |
| 2011                                                | 2011                                             |                                                  | 995                                              | 995                                              |
| 2021                                                | 2021                                             |                                                  | 895                                              | 895                                              |
| 2025                                                | 2025                                             |                                                  | 882                                              | 882                                              |
| Quelle(n): Statistik Austria, Gebietsstand 1.1.2021 |                                                  |                                                  |                                                  |                                                  |

## Kultur und Sehenswürdigkeiten
- Schloss Drösiedl
- Ruine Liebenberg

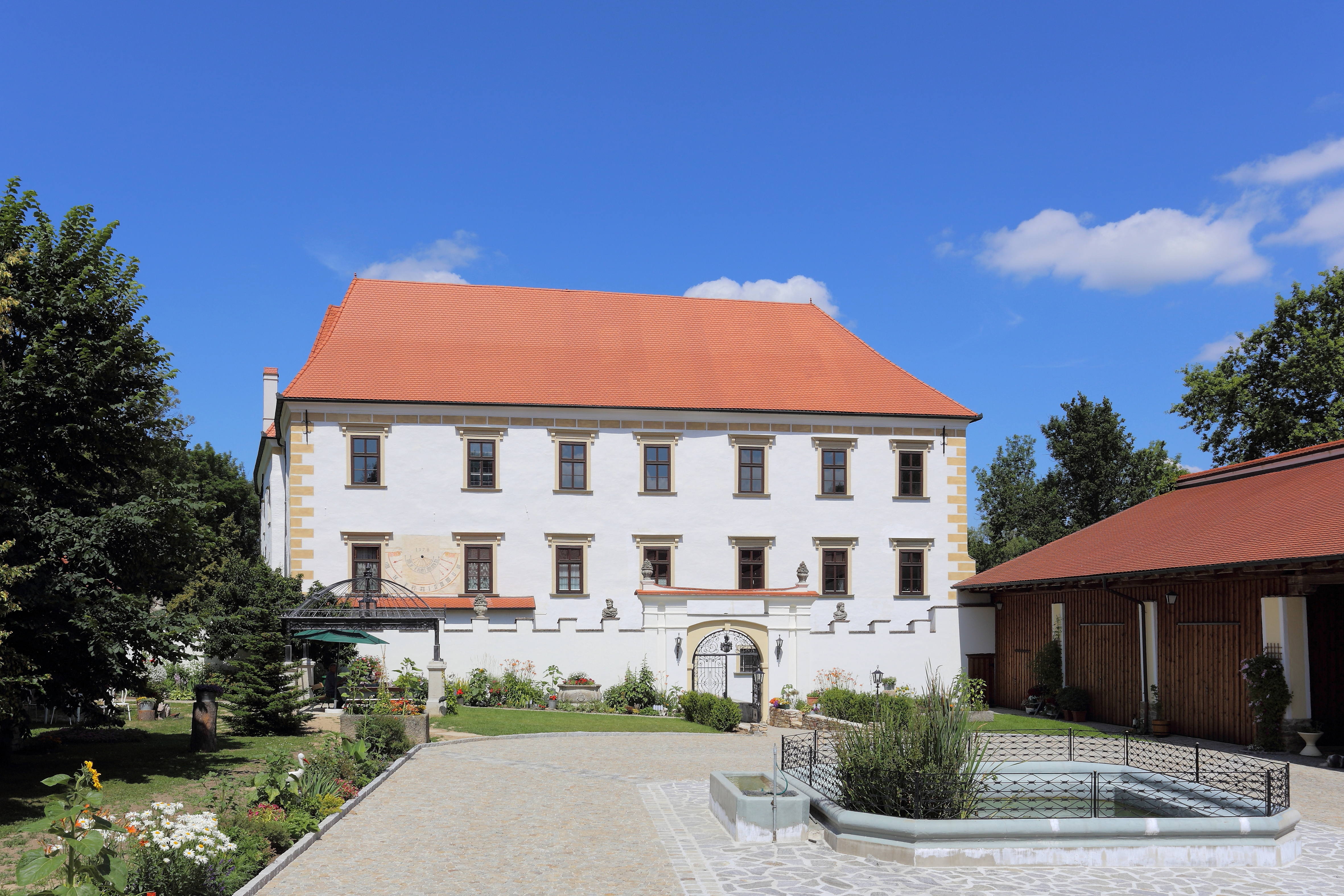
Schloss Drösiedl

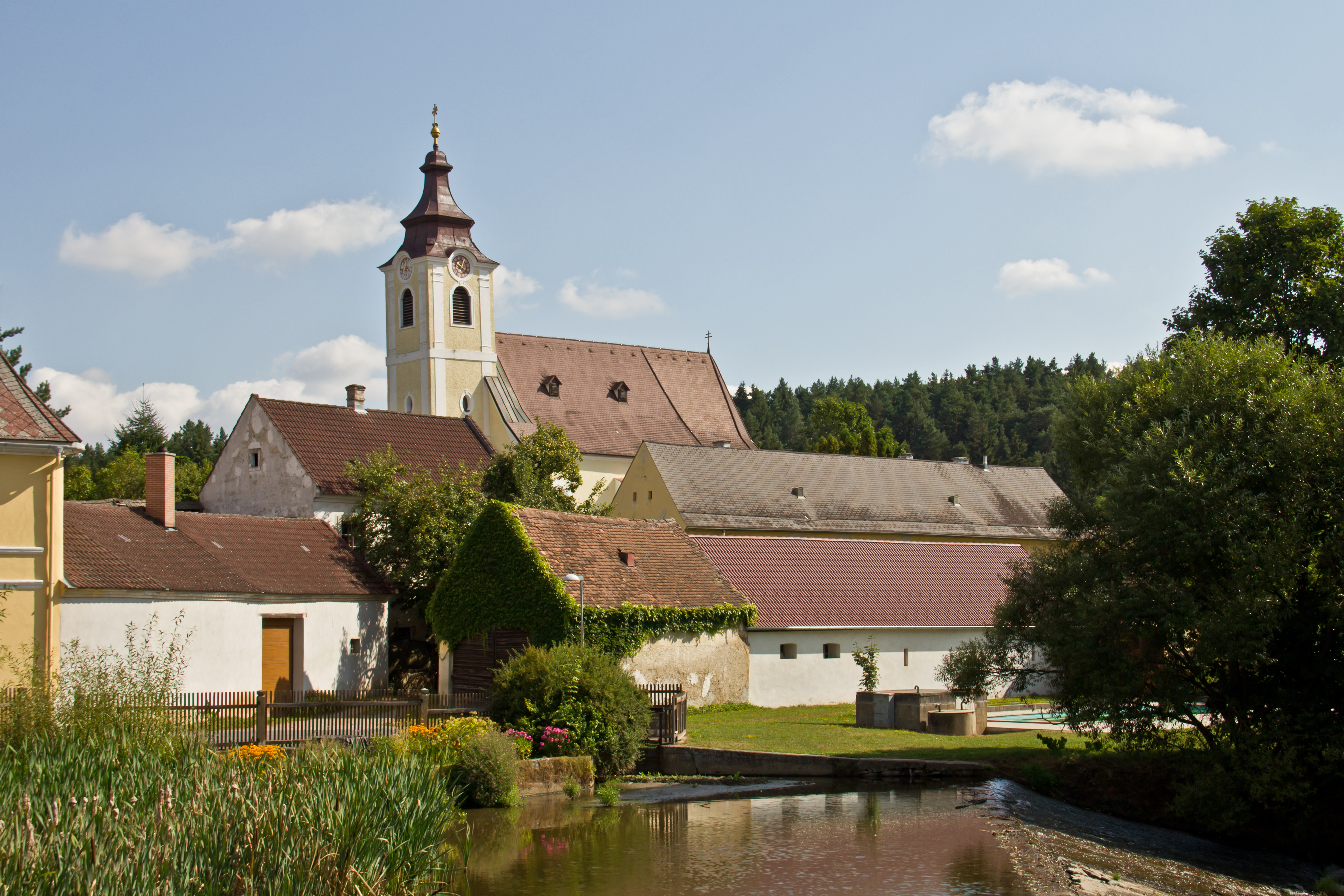
Pfarrkirche Aigen bei Raabs

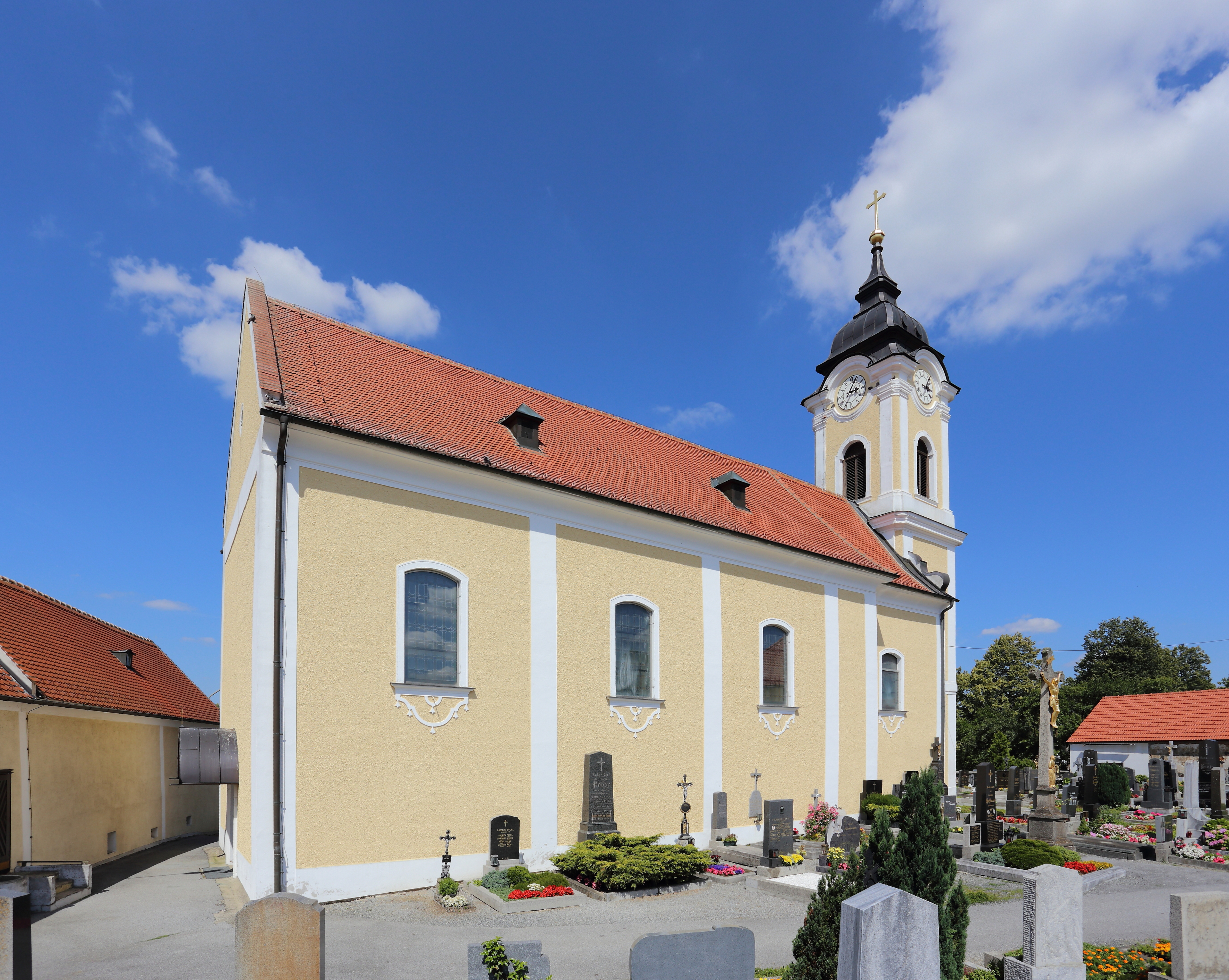
Pfarrkirche Blumau an der Wild

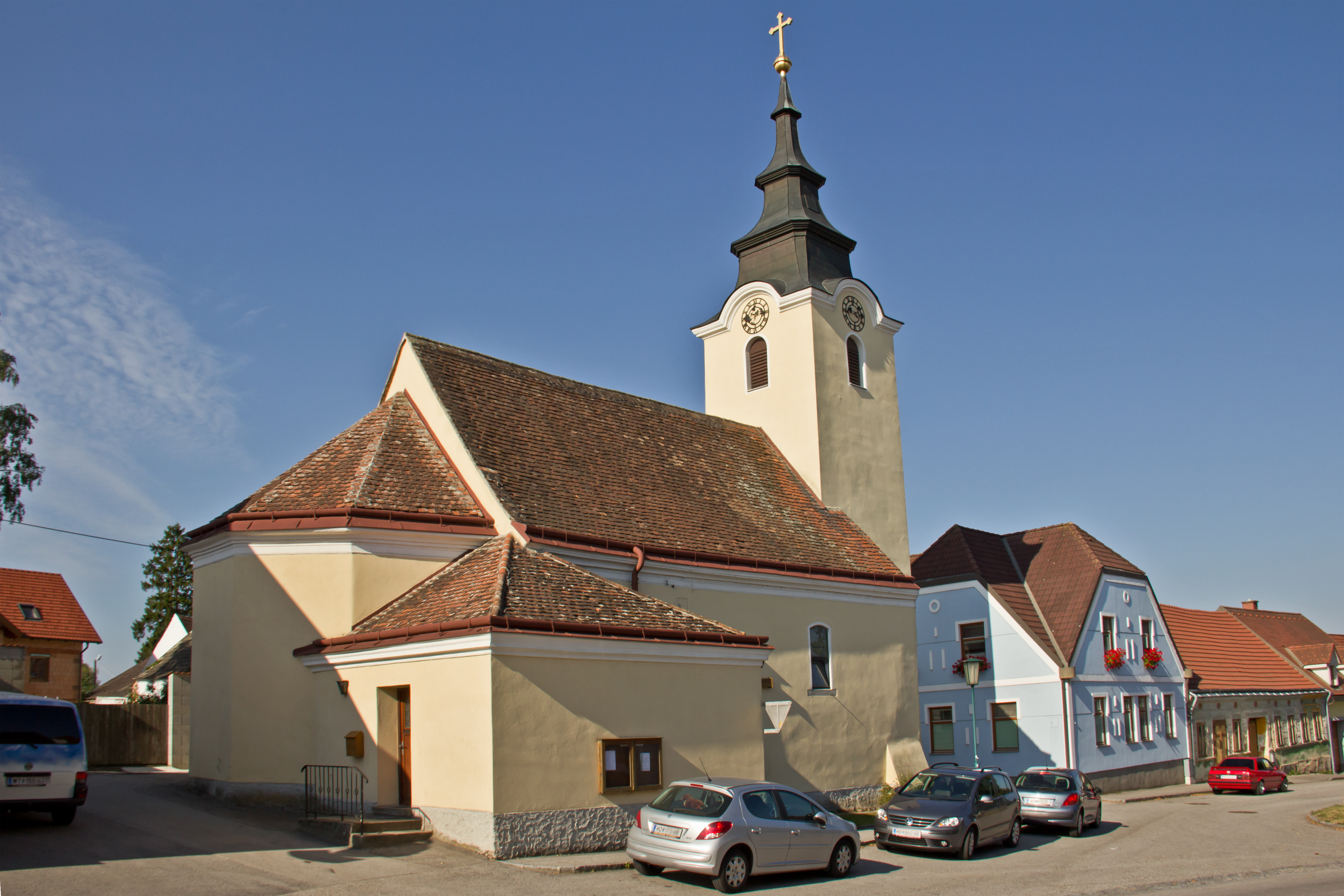
Pfarrkirche Ludweis

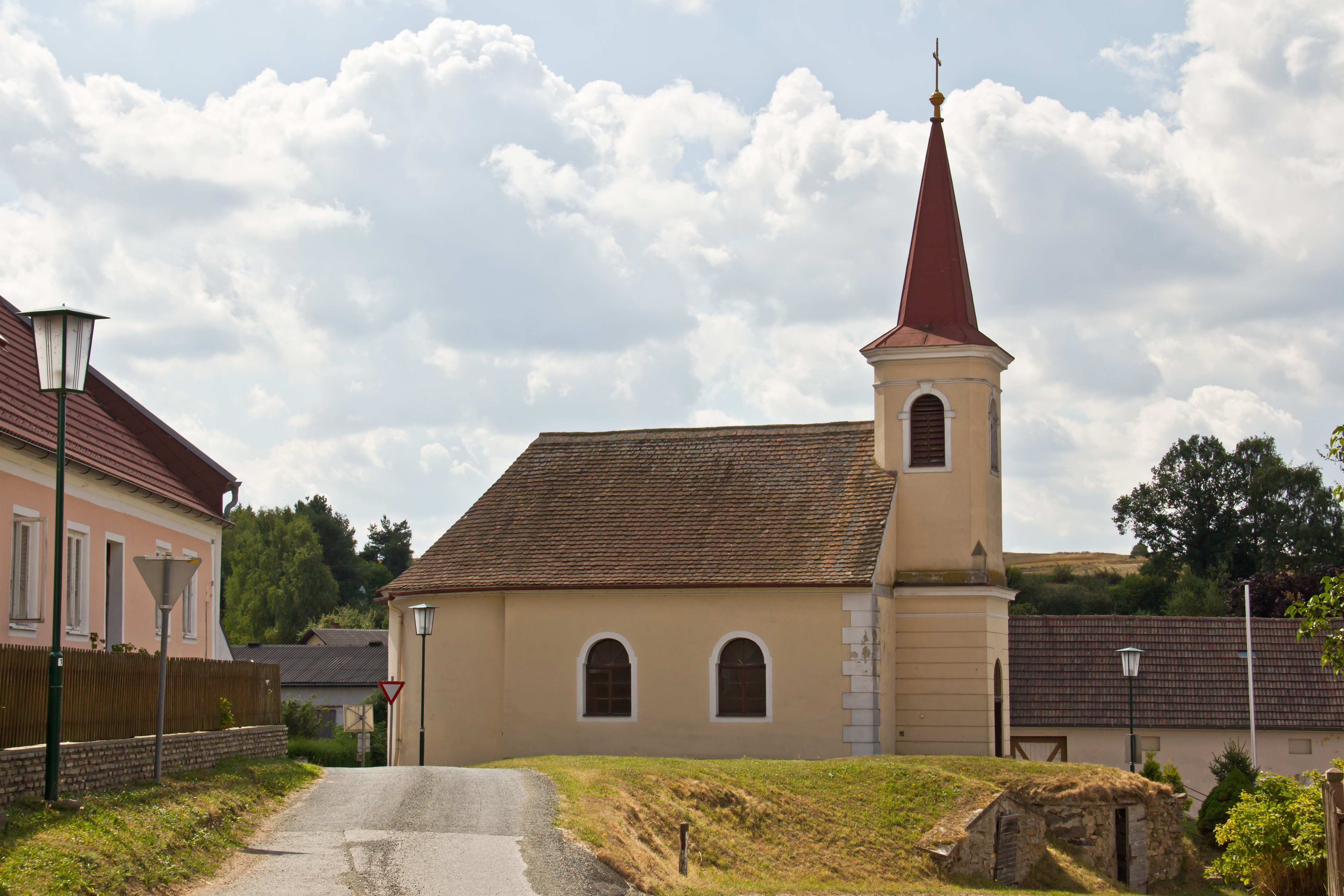
Ortskapelle Radl

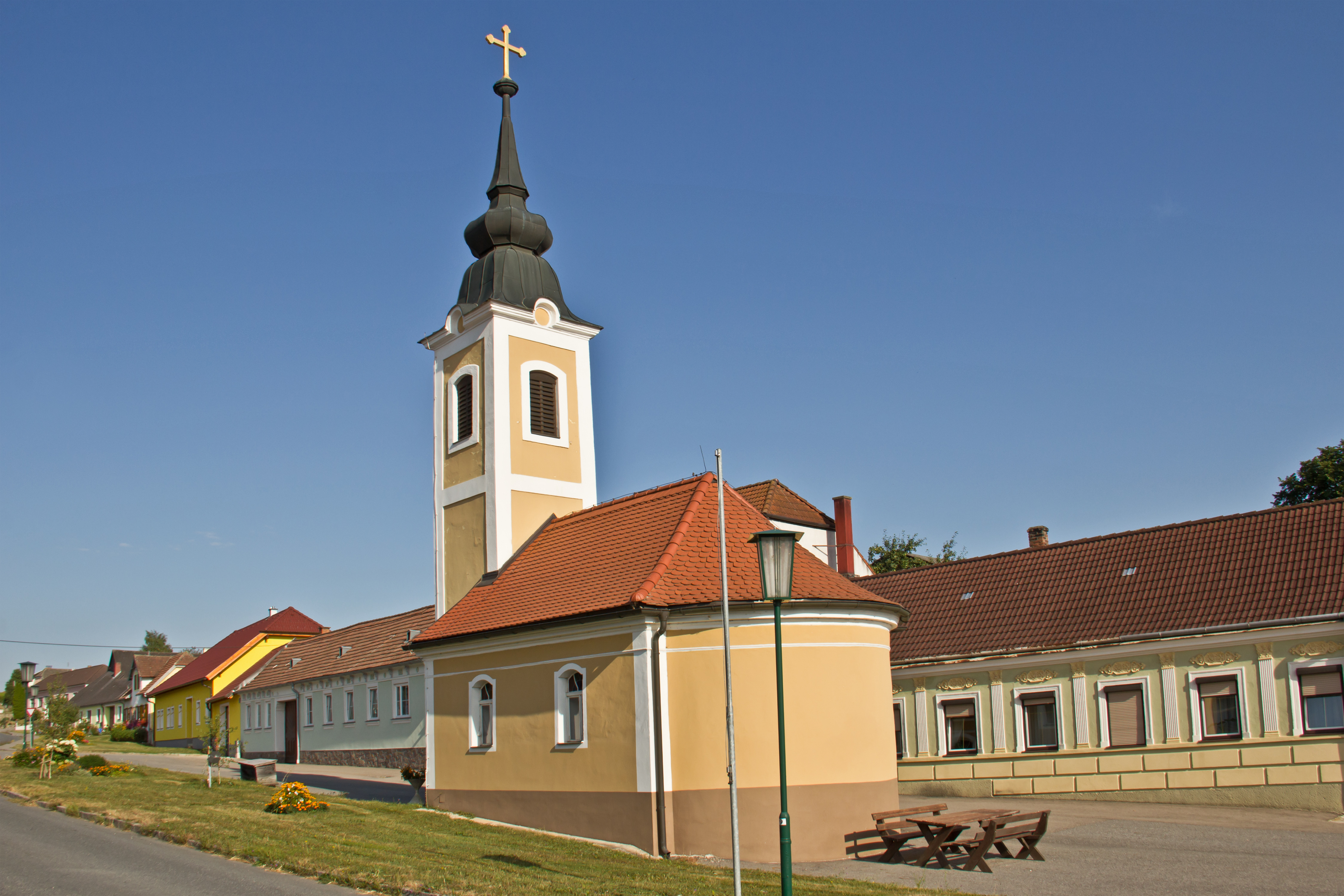
Ortskapelle Seebs

- Katholische Pfarrkirche Aigen bei Raabs hl. Jakobus der Ältere
- Katholische Pfarrkirche Blumau an der Wild hl. Johannes der Täufer
- Katholische Pfarrkirche Ludweis hl. Ägyd
- Katholische Kapelle Liebenberg hl. Sebastian

## Wirtschaft und Infrastruktur
Nichtlandwirtschaftliche Arbeitsstätten gab es im Jahr 2001 30, land- und forstwirtschaftliche Betriebe nach der Erhebung 1999 152. Die Zahl der Erwerbstätigen am Wohnort betrug nach der Volkszählung 2001 412. Die Erwerbsquote lag 2001 bei 40,95 Prozent.

### Verkehr
- Eisenbahn: Durch den Süden der Gemeinde verläuft die Franz-Josefs-Bahn. Die nächsten Bahnhöfe sind Göpfritz im Westen und Irnfritz im Osten.

## Politik

### Gemeinderat
Der Gemeinderat hat 15 Mitglieder (seit 2015, davor 19).
| - Nach dem Zusammenschluss von Ludweis und Aigen: Wahlergebnis am 19. März 1972: 14 ÖVP und 3 SPÖ. (17 Mitglieder) - Mit den Gemeinderatswahlen in Niederösterreich 1990 hatte der Gemeinderat folgende Verteilung: 11 ÖVP, 5 PUP und 3 SPÖ. - Mit den Gemeinderatswahlen in Niederösterreich 1995 hatte der Gemeinderat folgende Verteilung: 12 ÖVP, 3 SPÖ, 3 PUP und 1 FPÖ. - Mit den Gemeinderatswahlen in Niederösterreich 2000 hatte der Gemeinderat folgende Verteilung: 15 ÖVP, 3 SPÖ und 1 FPÖ. - Mit den Gemeinderatswahlen in Niederösterreich 2005 hatte der Gemeinderat folgende Verteilung: 12 ÖVP und 7 SPÖ. - Mit den Gemeinderatswahlen in Niederösterreich 2010 hatte der Gemeinderat folgende Verteilung: 13 ÖVP, 5 SPÖ und 1 FPÖ. (19 Mitglieder) - Mit den Gemeinderatswahlen in Niederösterreich 2015 hatte der Gemeinderat folgende Verteilung: 11 ÖVP, 3 SPÖ und 1 FPÖ. (15 Mitglieder) - Mit den Gemeinderatswahlen in Niederösterreich 2020 hatte der Gemeinderat folgende Verteilung: 11 ÖVP und 4 SPÖ. | Die zur Anzeige dieser Grafik verwendete Erweiterung wurde dauerhaft deaktiviert. Wir arbeiten aktuell daran, diese und weitere betroffene Grafiken auf ein neues Format umzustellen. (Mehr dazu) |

- Mit den Gemeinderatswahlen in Niederösterreich 2025 hat der Gemeinderat folgende Verteilung: 8 ÖVP, 4 FPÖ, 2 SPÖ, 1 FLA „Für Ludweis-Aigen“ .[12]

### Bürgermeister
- 1966–1997 Franz Rabl (ÖVP)
- ?–2012 Walter Zeindl (ÖVP)
- 2012–2018 Helmut Schuecker (ÖVP)
- 2018 Josef Hölzl (ÖVP)[13]
- seit 2018 Hermann Wistrcil (ÖVP)[14]

## Persönlichkeiten
- Wilhelm von Hofkirchen, Herr zu Kollmitz und Drösiedl (um 1529–1584), österreichischer Hofkriegsrats-Präsident
- Karl Gutkas (1926–1997), Historiker, Kulturamtsdirektor und Leiter der Nö. Landesausstellungen, stammt aus Sauggern
- Stephan Rabl, österreichischer Theatermacher und Kulturmanager, stammt aus Radessen

Ehrenbürger der Gemeinde
- Herbert Loskott (1926–2021), Komponist, Heimatforscher, Musikerzieher
- Franz Rabl (1928–2007), Bürgermeister 1966–1997, Landtagsabgeordneter ÖVP 1964 bis 1988